# Президентские выборы в Руанде (1988)
Президентские выборы в Руанде 1988 года прошли 19 декабря. Единственным кандидатом на них был действующий президент Жювеналь Хабьяримана, переизбранный на новый пятилетний срок.
Это были пятые по счёту президентские выборы в истории Руанды. В то время страна была однопартийной республикой, а Национальное революционное движение за развитие — единственной разрешённой в стране партией. Единственным кандидатом на пост президента был действующий президент и лидер правящей партии Жювеналь Хабьяримана, пришедший к власти в результате государственного переворота в 1973 году. В итоге за его кандидатуру отдали свои голоса 99,98 % избирателей, пришедших голосовать, что немногим больше, чем на выборах 1983 года.

## Результаты
|                                              | Голоса    | %     |
| -------------------------------------------- | --------- | ----- |
| За                                           | 2 701 608 | 99,98 |
| Против                                       | 317       | 0,02  |
| Всего                                        | 2 701 925 | 100   |
| Источник: Defence & Foreign Affairs Handbook |           |       |